# Der spanische Gärtner
Der spanische Gärtner (Originaltitel: The Spanish Gardener) ist ein britisches Filmdrama von Regisseur Philip Leacock aus dem Jahr 1956 mit Dirk Bogarde, Jon Whiteley und Michael Hordern in den Hauptrollen. Der Film wurde von der Rank Organisation nach dem Roman "The Spanish Gardener" von Archibald J. Cronin produziert.

## Handlung
Nur begleitet von seinem Sohn Nicholas nimmt der britische Diplomat Harrington Brande, nachdem seine Frau ihn verlassen hat, eine neue Herausforderung in Spanien wahr, in der Hoffnung beruflich aufzusteigen. Doch der Posten dort, die vermeintliche neue Lebens-Chance in einem neuen Land, stellt sich alsbald als große Enttäuschung für ihn dar. Seine Karriere stagniert. Sein Sohn Nicholas jedoch sieht das alles als eine Art Abenteuer und freundet sich schnell mit dem neuen Gärtner Jose an. Als Nicholas mehr und mehr Zeit mit Jose verbringt, trifft den Vater der subjektiv gefühlte Verlust der Zuneigung seines Sohnes hart. Er verbietet Nicholas den Umgang mit dem Gärtner. Als die Spannungen zunehmen und ein weiterer Diener Jose des Diebstahls bezichtigt, offenbaren alle Beteiligten ihre wahren Charaktere.

## Synchronisation
Die deutsche Synchronisation wurde von der Rank-Film Synchron-Produktion Hamburg erstellt.
| Rolle             | Darsteller        | Synchronstimme      |
| ----------------- | ----------------- | ------------------- |
| Jose              | Dirk Bogarde      | Paul Edwin Roth     |
| Nicholas Brande   | Jon Whiteley      | Rainer Erhardt      |
| Harrington Brande | Michael Hordern   | Wolfgang Engels     |
| Garcia            | Cyril Cusack      | Gert Niemitz        |
| Maria             | Maureen Swanson   | Roswitha Kraemer    |
| Robert Burton     | Lyndon Brook      | Holger Hagen        |
| Carol Burton      | Josephine Griffin | Marianne Kehlau     |
| Leighton Bailey   | Bernard Lee       | Wolfgang Eichberger |
| Magdalena         | Rosalie Crutchley | Ilse Bally          |
| Joses Mutter      | Ina De La Haye    | Marion Bronin       |
| Dr. Harvey        | Geoffrey Keen     | Hans Paetsch        |

## Kritiken
„Ein egoistischer Diplomat sucht aus Standesdünkel und Eifersucht die Freundschaft zwischen seinem Sohn und dem Hausgärtner zu verhindern. Verfilmung eines Romans von A.J. Cronin, in der die unterschwellig homoerotische Komponente des Konflikts ausgeklammert bleibt. Stattdessen wird ein gepflegtes Rührstück geboten.“

## Produktionsnotizen
Die Szenenbilder stammen von Maurice Carter, W.T. Partleton zeichnete als Maskenbildner verantwortlich, die Kostüme schuf Margaret Furse und die Produktionsleitung hatte Peter Manley. Drehorte des Films waren die Pinewood Studios in Buckinghamshire in England.